# Вірмени в Туреччині
Вірмени (вірм. Թուրքահայեր) — корінний народ у Туреччині, який проживав на території історичної Західної Вірменії. На початку XX століття становили близько 20 % населення країни і були зосереджені переважно в східних провінціях Османської імперії, де складали більшість населення, однак після геноциду вірмен практично всі були або знищені, або вигнані, або ісламізовані й асимільовані. Нині в Туреччині живуть від 80 до 90 тисяч вірмен-християн, переважно в Стамбулі. Чисельність вірмен-мусульман оцінюється приблизно в 400,000. За деякими даними, в країні, крім офіційної статистики, можуть налічуватися до декількох мільйонів криптовірмен

## Історія

### Чисельність
1912 року в Османській імперії проживало 1 018 000 вірмен. 1914 року їх число досягало 1 230 007 осіб. Згідно з рапортом англійського посольства, 1919 року в Туреччині проживало 281 000 вірмен.

## Сучасність
Більшість сучасних вірмен у Туреччині проживає в Стамбулі, в переважно історично вірменському районі Кумкапи, де мешкають понад 60 000 вірмен, і його передмістях. Населення Малої Азії на схід від умовної лінії Адана — Самсун належить до вірменоїдного антропологічного типу. З урахуванням криптовірмен, чисельність вірменського населення Туреччини може досягати 10 млн осіб[джерело?]. На думку співробітника центру вірменознавства Єреванського державного університету Айказуна Алварцяна, 80 % стамбульських вірмен є вже тюркомовними. Єдине збережене в країні вірменське село Вакифли розташоване в ілі Хатай.
У країні є кілька газет вірменською мовою. У Туреччині діє понад 45 церков Вірменської апостольської церкви, в яких служать 30 священників і 20 дияконів. Видаються вірменомовні газети Нор Мармара і Агос. У Стамбулі діє 17 вірменських загальноосвітніх шкіл.
2009 року в Туреччині з'явилися телевізійні і радіоканали вірменською мовою. Турецький уряд почав відновлення деякі з безлічі зруйнованих вірменських храмів.
Більшість вірян належать до Вірменської апостольської церкви, є вірмено-католиками і євангелістами. Незначна частина вірмен заради порятунку від депортації в роки геноциду прийняла іслам.